# Graphe semi-symétrique
En théorie des graphes, un graphe non-orienté est semi-symétrique s'il est arête-transitif et régulier, mais pas sommet-transitif. Autrement dit, un graphe est semi-symétrique s'il est régulier et si son groupe d'automorphismes agit transitivement sur ses arêtes, mais pas sur ses sommets.

## Propriétés
Tout graphe semi-symétrique est biparti, et son groupe d'automorphisme agit transitivement sur les deux sous-ensembles de sommets de la bipartition.
Il n'existe aucun graphe semi-symétrique d'ordre 2p ou 2p2, où p est un nombre premier.

## Exemples
Le plus petit graphe semi-symétrique est le graphe de Folkman, qui possède 20 sommets.
Tous les graphes cubiques semi-symétriques d'ordre inférieur à 768 sont connus. Le plus petit d'entre eux est le graphe de Gray, qui possède 54 sommets.

Graphe de Folkman, plus petit graphe semi-symétrique, à 20 sommets.
Graphe de Gray, plus petit graphe cubique semi-symétrique, à 54 sommets.
Graphe de Ljubljana, graphe cubique semi-symétrique à 112 sommets.
12-cage de Tutte, graphe cubique semi-symétrique à 126 sommets.